# Uccle
Uccle (francês) ou Ukkel (neerlandês) é uma das 19 comunas que compõem a Região de Bruxelas-Capital, na Bélgica.

## História

### Origens ao século XIX
De acordo com a lenda, a Igreja de São Pedro em Uccle foi dedicada ao Papa Leão III, no ano de 803, e Carlos Magno e Gerbald, bispo de Liège, compareceram à cerimônia. Durante os séculos seguintes, várias famílias nobres construíram suas mansões e castelos aqui.
Em 1467, Isabel de Portugal, esposa de Filipe III, Duque de Borgonha, fundou um convento franciscano no território. Mais tarde, Uccle tornou-se a capital judiciária da área, incluindo Bruxelas.
Nos primeiros anos de sua história, o vilarejo de Uccle sempre teve um caráter predominantemente rural, vivendo do comércio de seus produtos de engenharia florestal e agricultura.

### Século XIX e XX
No final do século XVIII, poucos anos depois da Revolução Francesa, Uccle juntou-se a territórios vizinhos, formando uma comuna, com seu próprio prefeito e assembléia municipal. Entretanto, somente em 1828, as autoridades holandesas permitiram a construção de sua primeira prefeitura. À época, Uccle passava por um tempo de prosperidade econômica e crescimento, estimulados pelas duas principais estradas que ligavam Bruxelas ao sul industrial.
Em 1866, após as epidemias de cólera que devastaram a Bélgica, foi fundado o cemitério de Dieweg, o qual cria uma atmosfera romântica com sua mistura de árvores e pedras antigas.
Uma nova e maior prefeitura foi erguida entre 1872 e 1882. O banqueiro e filantropo Georges Brugmann contribuiu bastante para a urbanização da cidade, antes da virada do século. No começo do século XX, Michel van Gelder criou uma nova raça de galinhas, a d'Uccle, nomeada a partir do município.
Apesar da então acelerada taxa de construções, Uccle conseguiu manter várias de suas áreas verdes intactas, as quais atraem os habitantes mais ricos da área de Bruxelas.

### Hoje
Atualmente, Uccle permanece sobretudo como uma área residencial, mas que contém muitos parques e áreas florestais, tais como o Parque de Wolvendael e a floresta de Verrewinkel. O município está situado imediatamente a oeste do famoso Bois de la Cambre.
A área perto da Igreja de São Pedro e da prefeitura são as duas partes mais antigas de Uccle, cheias de lojas e pubs.
A estação meteorológica nacional da Bélgica e o Real Observatório da Bélgica estão localizados no município.

## Nomes ilustres
- Hergé, artista e criador de Tintim (1907-1983)
- Maurits Cornelis Escher, artista gráfico holandês (1898-1972)
- Henry van de Velde (1863-1957), pintor e arquiteto
- Princesa Mathilde, Duquesa de Brabante (n. 1973)
- Príncipe Wenzeslaus de Liechtenstein (n. 1974)
- Pierre Harmel, advogado, político, e diplomata (n. 1911)
- Jean-Michel Folon, artista, ilustrador, pintor e escultor (1934-2005)
- Vincent Kompany, futebolista (b. 1986)
- Dedryck Boyata, futebolista (b. 1990)
- Philippe Moureaux, político, senador e professor (n. 1939)
- Axelle Red, nascido Fabienne Demal, cantor (n. 1968)
- Toots Thielemans, músico (n. 1922)
- Jacques Tits, matemático (n. 1930)
- Jean Améry, nascido Hans Maier, autor e ensaísta (1912-1978)
- Sandrine Blancke, atriz (n. 1978)
- Roger De Coster, corredor de motocross (n. 1944)
- Sybille de Selys Longchamps, aristocrata (n. 1941)
- Marianne Merchez, astronauta (n. 1960)
- Axel Merckx, corredor de bicicleta profissional (n. 1972)
- Joseph Raphael, pintor (1869-1950)
- Olivier Strebelle, escultor (n. 1927)
- Roméo Elvis, cantor (n. 1992)
- Angèle, cantora (n. 1995)

## Cidades-irmãs
- Neuilly-sur-Seine